# ريفا ستينكامب
ريفا ستينكامب (بالأفريقانية: Reeva Steenkamp)‏ عارضة أزياء جنوب أفريقية من أصل بريطاني (ولدت يوم 19 أغسطس من العام 1983)، عَملت لمجلة FHM، وكانت أول من يعرض منتجات ايفون التجميلية بجنوب أفريقيا، وعملت كمقدمة للتجوال المباشر ل تلفزيون الموضة، وقامت ايضًا بإعلانات تلفزيونية لتيوتا لاند كروزر، البرسيم (الألبان)، مصانع جنوب أفريقيا للجعة، ألدور بين بوب. وكانت متسابقة مشهورة في برنامج بي بي سي لايف ستايل صنع الخبز بسهولة عام 2012 وجزيرة تروبيكا للكنز الموسم الخامس الذي تم بثه في 3 SABC في فبراير 2013.
لقت ستينكامب مصرعها قتلا بالرصاص في عيد الحب عام 2013 على يد أوسكار بيستوريوس، الذي كانت على علاقة به وكانت تتواجد بمنزله. صرح بيستوريوس بأنه قتلها قتل خطأ ظنًا منه انها مُتسلل ما يختبئ بحمام منزله. فيما بعد، أُدين بيستوريوس اثناء محاكمته بارتكاب جريمة القتل. رفضت محكمة الاستئناف العليا نقض الإدانة بتهمة القتل العمد وأكدت إدانة بيستوريوس بها.

## روابط خارجية
- ريفا ستينكامب على موقع IMDb (الإنجليزية)